# Crime sem vítima
Um crime sem vítimas é um ato ilegal que normalmente envolve diretamente apenas aquele a que se realizou ou entre adultos que consentem. Por ser de natureza consensual, se há ou não uma vitima é uma questão de debate. As definições de crimes sem vítimas variam em diferentes partes do mundo e em diferentes sistemas jurídicos, mas geralmente incluem posse de qualquer contrabando ilegal, uso de drogas recreativas, prostituição e comportamento sexual proibido, suicídio assistido, entre outras infrações semelhantes.
Na política, um lobista ou um ativista pode usar o termo crime sem vítimas com a implicação de que a lei em questão deveria ser abolida.
Os crimes sem vítimas são, no princípio do dano alheio de John Stuart Mill, “sem vítimas” a partir de uma posição que considera o indivíduo como o único soberano, com a exclusão de organismos mais abstratos, tais como uma comunidade ou um Estado contra os quais os delitos criminais podem ser dirigidos. Eles podem ser considerados ofensas contra o Estado e não contra a sociedade.

## Definição
De acordo com o Diretor Executivo de Politicas Publicas da Universidade de Chicago, Jim Leitzel, três características podem ser usadas para identificar se um crime é um crime sem vítimas: se o ato for excessivo, é indicativo de um padrão distinto de comportamento e os seus efeitos adversos afetam apenas a pessoa que o praticou.
Em teoria, cada governo determina suas próprias leis para maximizar a felicidade de seus cidadãos. Mas à medida que o conhecimento, o comportamento e os valores mudam, as leis na maioria dos países ficam muito atrás dessas mudanças sociais. Uma vez que a maioria acredita que a lei é desnecessária, esta lei proíbe um crime sem vítimas, até que seja revogada.
Muitos crimes sem vítimas começam devido ao desejo de obter produtos ou serviços ilegais que estão em alta demanda. As penalidades criminais, portanto, tendem a limitar mais a oferta do que a demanda, elevando o preço do mercado negro e criando lucros de monopólio para os criminosos que permanecem no negócio. Essa "tarifa do crime" incentiva o crescimento de grupos criminosos sofisticados e bem organizados. O crime organizado, por sua vez, tende a se diversificar para outras áreas do crime. Grandes lucros fornecem amplos fundos para suborno de funcionários públicos, bem como capital para diversificação.
A Guerra às Drogas é um exemplo comumente citado de acusação de crimes sem vítimas. O raciocínio por trás disso é que o uso de drogas não prejudica diretamente outras pessoas. Um argumento dispõe-se de que a criminalização das drogas leva a preços altamente inflacionados para as drogas. Por exemplo, Hugo Bedau e Edwin Schur descobriram em 1974 que:
- Na Inglaterra, o custo farmacêutico da heroína [era] 0,06 centavos por grão. Nos Estados Unidos, o preço de rua era de US$ 30 a 90 por grão.

Acredita-se que essa inflação de preços leva os viciados a cometer crimes como roubo e furto, que são considerados inerentemente prejudiciais à sociedade, a fim de poderem comprar as drogas das quais são dependentes.
Além da criação de um mercado negro de drogas, a Guerra às Drogas é argumentado pelos defensores da legalização como uma forma de redução de mão-de-obra, prejudicando a capacidade das pessoas condenadas de encontrar um trabalho. É raciocinado que esta redução da força de trabalho é, em última análise, prejudicial para uma economia dependente do trabalho. O número de prisões por drogas aumenta a cada ano. Em uma pesquisa feita pelo Bureau of Justice Statistics entre 1980 e 2009, "[durante] um período de 30 anos... as taxas de [prisão] por posse ou uso de drogas dobraram para brancos e triplicaram para negros".
Vera Bergelson afirma que o crime sem vítimas vem em quatro variedades principais:
1. Um ato que não prejudique os outros (suicídio, uso de drogas)
2. Uma transação entre adultos consentidos que não prejudique os outros (suicídio assistido, jogos de azar, prostituição)
3. Um ato cujas consequências são suportadas pela sociedade em geral (evasão fiscal, insider trading)
4. Ações que são proibidas por serem consideradas imorais (sexo homossexual, incesto, queima de bandeiras)

## Legalização de atos sem vítimas
Muitas atividades que antes eram consideradas crimes não são mais ilegais em alguns países, pelo menos em parte devido ao seu status de crimes sem vítimas.
Duas grandes categorias de crimes sem vítimas são o prazer sexual e o uso recreativo de drogas (prazer das drogas). No primeiro,
- O sexo homossexual foi legalizado em muitos países,[10][11] sendo o primeiro na França em 1791.[12]
- Outros assuntos sexuais considerados crimes sem vítimas e propostos para legalização incluem incesto adulto consensual[13][14] e sexting por adolescentes (considerado pornografia infantil).[15]

O uso de maconha é proibido por lei na Austrália, mas é a “droga ilícita mais usada” no país, assim como em países como Estados Unidos e Nova Zelândia. A proibição do álcool nos Estados Unidos, revogada em 1933, é considerada um "experimento social" fracassado porque muitos cidadãos ignoraram o que estipulava, voltando-se para destilados caseiros em vez de bebidas alcoólicas licenciadas e, consequentemente, piorando os problemas. Nos Estados Unidos hoje, a tensão sobre a legalização da maconha é uma resposta à atual proibição da maconha na maioria dos estados, mas há esforços para legalizar a maconha em muitos países, como Estados Unidos e Austrália, pois sua legalização tem o potencial de aumentar muito a receita.
A prostituição é legal em muitos países, embora geralmente restrita. A Holanda legalizou a prostituição em 1999 e foi um dos primeiros países a fazê-lo. A partir de 2012, no entanto, vem considerando mudanças de política para restringi-lo severamente.
O adultério (atos sexuais entre uma pessoa casada e uma pessoa que não seja o cônjuge) e a fornicação (atos sexuais entre pessoas solteiras) não são processados nos Estados Unidos há mais de 50 anos, embora as leis contra eles, como as contra a sodomia, sejam ainda nos livros em vários estados. No entanto, como as leis de sodomia foram consideradas inconstitucionais pela Suprema Corte dos EUA em Lawrence v. Texas, as leis contra a fornicação também seriam inconstitucionais, como foi reconhecido pela Suprema Corte da Virgínia em Martin v. Ziherl.

## Controvérsia
Uma grande preocupação entre os opositores da legalização de crimes sem vítimas é a degradação dos padrões morais da sociedade, mas punir os cidadãos por sua escolha de se envolver em atos sem vítimas declarados pela lei como imorais é difícil. Embora a resposta típica dos Estados Unidos aos crimes seja retroativa, a ilegalidade de crimes sem vítimas é uma abordagem mais preventiva à justiça e é altamente controversa.
As controvérsias sobre crimes sem vítimas lidam principalmente com a questão de saber se um crime pode realmente ser sem vítimas. Com relação às drogas e seu caminho para o consumo, o impacto do tráfico de drogas e das leis de responsabilidade sobre os traficantes, suas famílias e outros atores imprevistos pode terminar em vitimização. Outro ato frequentemente considerado um crime sem vítimas é a posse de pornografia, especialmente pornografia infantil fictícia, mas aqueles que ocupam essa posição normalmente reconhecem a vitimização de adultos ou crianças durante sua produção.
Em contraste, há o argumento para restringir os poderes legais, para permitir que o cidadão possua liberdade de fazer escolhas pessoais sem vítimas que podem ou não ser percebidas como moralmente erradas.Leis preventivas, como registros de criminosos sexuais e ordens de comportamento anti-social, obscurecem a distinção entre direito penal e civil porque o crime sem vítimas é normalmente difícil de categorizar e criminalizar. Isso é problemático porque provoca uma distorção dos procedimentos tradicionais dos aspectos criminais e cíveis do direito ao possibilitar a confusão e a intercambialidade processual. 